# Nižný Lánec
Nižný Lánec este o comună slovacă, aflată în districtul Košice-okolie din regiunea Košice. Localitatea se află la altitudinea de 197 m deasupra n.m., se întinde pe o suprafață de 4,1 km2 și în 2010 număra 420 de locuitori. 

## Istoric
Localitatea Nižný Lánec este atestată documentar din 1268.

## Demografie
| An:                | 1994 | 2004   | 2014   | 2024   |
| ------------------ | ---- | ------ | ------ | ------ |
| Număr de persoane: | 394  | 417    | 443    | 471    |
| Diferență:         |      | +5,83% | +6,23% | +6,32% |

| An:                | 2023 | 2024   |
| ------------------ | ---- | ------ |
| Număr de persoane: | 469  | 471    |
| Diferență:         |      | +0,42% |